# Bodo von Campenhausen
Bodo Balthasar Franz Freiherr von Campenhausen (* 2. Dezember 1898 in Wesselshof, Gouvernement Livland, Russisches Kaiserreich; † 15. Juli 1988 in Lund, Königreich Schweden) war ein deutschbaltischer Keramiker und Grafiker.

## Leben

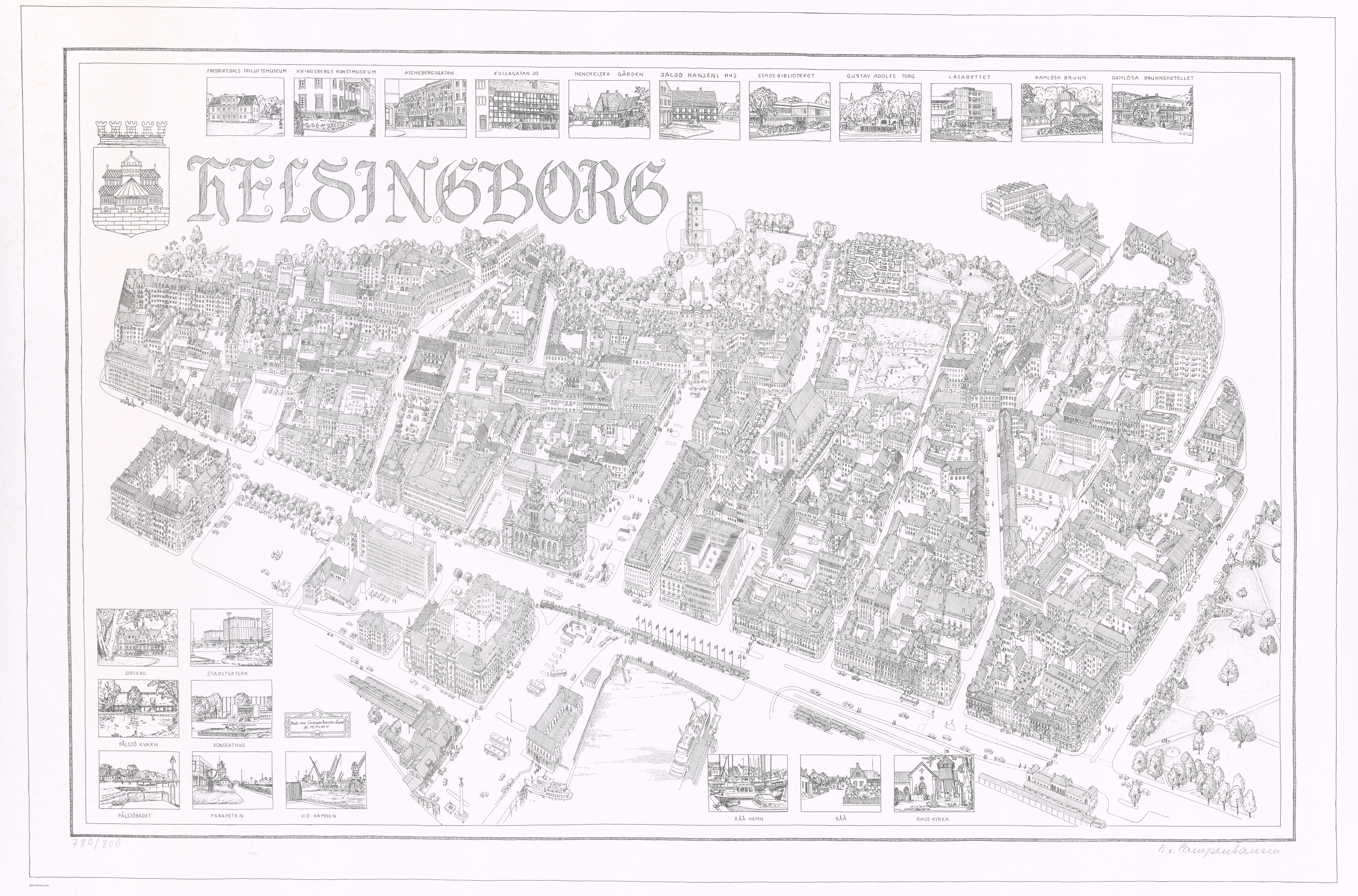
Perspektivplan von Helsingborg

Er stammte aus dem deutschbaltischen Adelsgeschlecht von Campenhausen. Der Vater Aurel Eduard Freiherr von Campenhausen (1873–1930) war Besitzer des Ritterguts Wesselshof in Livland, die Mutter Alice Gertrud (1872–1930) war eine Tochter des Bildhauers Franz Karl Theodor Guillemot de Villebois.
Bodo von Campenhausen besuchte die Ritterschaftsschule in Birkenruh bei Wenden und anschließend das Gymnasium in Dorpat. Seit 1918 kämpfte er im Baltenregiment im estnischen Unabhängigkeitskrieg.
Später zog von Campenhausen nach Schweden, wo er 1924 heiratete und 1926 die Staatsbürgerschaft erhielt. Nach Aufenthalten in Wien, Italien, Jugoslawien und Ungarn siedelte er 1930 nach Berlin über. Dort arbeitete er in einer gemeinsamen Keramikwerkstatt mit Otto Douglas Douglas-Hill. 1934 wurde Bodo von Campenhausen zum Dozenten an der Staatlichen Hochschule für Bildende Künste in Berlin-Charlottenburg berufen, 1939 zum außerordentlichen Professor.
Nach dem Krieg lebte er 1950 in Paris und zog danach nach Schweden, wo er seinen Lebensabend verbrachte.

## Ehen und Nachkommen
Bodo von Campenhausen war zweimal verheiratet, in erster Ehe mit Margarethe Schard von 1924 bis 1942. Mit dieser hatte er den einzigen Sohn Rolf von Campenhausen. 1945 heiratete er dann Ruth Maria Renée d’Hostench.

## Künstlerisches Wirken
Bodo von Campenhausen war als Keramiker tätig. Außerdem zeichnete er, besonders Orts- und Stadtansichten. Seine besondere Fähigkeit waren Perspektivpläne von Städten, die er auch an der Hochschule in Berlin lehrte.
Bodo von Campenhausen war Mitglied im Verband deutscher Künstler in Berlin. Er war u. a. von 1941 bis 1944 mit insgesamt sechs Zeichnungen auf den Großen Deutschen Kunstausstellungen in München und 1944 in Riga auf der Ausstellung Ostland-Studien deutscher Maler 1944 in Riga vertreten.